# كورتني ديفيز
كورتني ديفيز (بالإنجليزية: Courtney Davies)‏ هو لاعب كرة قدم أمريكية بريطاني، ولد في 1 يوليو 1994 في Port Talbot ‏ في المملكة المتحدة.